# Morten Selmer
Morten Bundgaard Selmer (født 28. maj 1971 i Holbæk) er en dansk producer, dj og komponist indenfor elektroniske genrer som trance, progressive house, tech house, techno og dubstep. Kendt under aliaser som Heliotrope, Skylab Dahlia, Ginkgo Groover og Quite Explicit. I 2000 startede han sit eget pladeselskab Skylab Music.
Som DJ går han under navnet Belmondo, og var bl.a radiovært fra 1990 til 1993 på programmet Hotnews, der blev sendt på Radio Holbæk.
Morten Selmer er ophavsmand til hvad der fik æren af at være det sidste demobånd, der blev spillet i Det DUR. Det var i den næstsidste udsendelse d. 20. december 1991. Han havde indsendt det under projektnavnet Quite Explicit og med titlen To Have You Baby. 